# الكفوف (المسيمير)

تعديل مصدري - تعديل

الكفوف هي إحدى قرى عزلة المسيمير بمديرية المسيمير التابعة لمحافظة لحج، بلغ تعداد سكانها 197 نسمة حسب تعداد اليمن لعام 2004.